# Cryptolabis aviformis
Cryptolabis aviformis är en tvåvingeart som beskrevs av Alexander 1979. Cryptolabis aviformis ingår i släktet Cryptolabis och familjen småharkrankar. Inga underarter finns listade i Catalogue of Life.